# سریال باحال
سریال باحال (ارمنی: Կարգին սերիալ کارگین سریال؛ انگلیسی: Kargin Serial) یک مجموعه تلویزیونی کمدی موقعیت ارمنستانی ۲۵ دقیقه‌ای محصول سال ۲۰۱۰ کشور ارمنستان به کارگردانی هراند آوتیسیان،   می‌باشد. این مجموعه از روز ۱۲ اکتبر ۲۰۱۰ از شانت تی‌وی شروع به نمایش درآمد و تا ژوئن ۲۰۱۳ ادامه داشت. بیشتر داستان این مجموعه در ایروان در ارمنستان اتفاق می‌افتد.

## بازیگران

### نقش‌های اصلی
- هایک ماروتیان - در نقش وارطان، مجرد، دلال خانه، dangler
- مکرتیچ آرزومانیان - در نقش آدیک، بردار وارطان، پرستار مرد با دستمزد بسیار کم که با برادرش در خانه‌اش زندگی می‌کند
- آرشالویس آوتیسیان[ث] - در نقش سدا، مادر وارطان و آدیک، چهار مرتبه ازدواج کرده است
- آرگ گالویان[ج] - در نقش آرامیک، پسر آدیک، دانش‌آموز
- ژنیا مکرتومیان[چ]- در نقش جما، خدمتکار وارطان با پیشینه جنایی
- آندرانیک هاروتیونیان[ح] - در نقش هالال، دوست وارطان، در همان منطقه زندگی می‌کند
- رافائل یرانوسیان[خ] - در نقش زولال، دوست دیگر وارطان، و دوست صمیمی هالال، در همان منطقه زندگی می‌کند
- آنا بابایان[د] - در نقش امانوئلا (اوا)، همسر جدید آدیک
- کارن میریجانیان[ذ] - در نقش شاهن لیپاریتوویچ، شوهر سابق سدا، دکتر

### نقش‌های فرعی
- ریپی[ر] - در نقش مونیکا، همسر سابق وارطان (در فصل ۴، نقش اصلی، در فصل ۵، نقش فرعی)
- هاسمیک قاریبیان[ز] - در نقش سوفا، یک زن جوان دیوان، دوست دختر وارطان (در فصل ۱ و ۲، نقض اصلی، در فصل ۵، نقش فرعی).
- آنژلا سارگسیان[ژ] - در نقش نونا، همسر سابق آدیگ (در فصل ۱ و ۲)
- هوهانس آزویان - در نقش گئورگی میرزویان، دکتر فلسفه (فصل ۵)
- سرگئی ماگالیان[س] - در نقش آشوت تر-آبراهامیان، پدر امانوئلا (اوا) (فصل ۶)

## فصل‌ها
| فصل | قسمت‌ها | قسمت‌ها | تاریخ اصلی روی آنتن رفتن | تاریخ اصلی روی آنتن رفتن |
| فصل | قسمت‌ها | قسمت‌ها | اولین بار                | آخرین بار                |
| --- | ------ | ------ | ------------------------ | ------------------------ |
| ۱   | ۳۲     | ۳۲     | ۱۲ اکتبر ۲۰۱۰            | ۳۰ دسامبر ۲۰۱۰           |
| ۲   | ۲۶     | ۲۶     | ۱۵ مارس ۲۰۱۱             | ۷ ژوئیه ۲۰۱۱             |
| ۳   | ۹      | ۹      | ۲۱ دسامبر ۲۰۱۱           | ۲۴ ژانویه ۲۰۱۲           |
| ۴   | ۳۰     | ۳۰     | ۱۴ مارس ۲۰۱۲             | ۱۰ ژوئن ۲۰۱۲             |
| ۵   | ۲۴     | ۲۴     | ۱۴ اکتبر ۲۰۱۲            | ۵ ژانویه ۲۰۱۳            |
| ۶   | ۲۴     | ۲۴     | ۱۷ مارس ۲۰۱۳             | ۱۶ ژوئن ۲۰۱۳             |

## حواشی
شباهت‌های بسیاری بین شخصیت‌های مجموعه سریال باحال و مجموعه کمدی آمریکایی دو مرد و نصفی انگلیسی: Two and a Half Men بروز نمود. مکرتیچ آرزومانیان در مصاحبه‌ای پذیرفت که قالب سریال باحال بر اساس یک برنامه تلویزیونی دیگر ساخته شده است، اما با این اضافه نمود که این قالب با واقعیت زندگی ارمنی منطبق شده است.

## یادداشت
1. ↑  Hrant Avetisyan
2. ↑  Arman Marutyan
3. ↑  Kargin Studio
4. ↑  Sahakyants Animation Studio
5. ↑  Arshaluys Avetisyan/Արշալույս Ավետիսյան
6. ↑  Areg Galoyan/Արեգ Գալոյան
7. ↑  Zhenya Mkrtumyan
8. ↑  Andranik Harutyunyan
9. ↑  Rafael Yeranosyan
10. ↑  Anna Babayan/Աննա Բաբայան
11. ↑  Karen Mirijanyan
12. ↑  Rippi/Ռիփի
13. ↑  Hasmik Gharibyan
14. ↑  Anzhela Sargsyan
15. ↑  Sergey Magalyan